# Primera División de Macedonia 2014-15
La Primera División de Macedonia 2014/15 (también llamada Прва македонска Фудбалска Лига, Prva Makedonska Fudbalska Liga en Macedonio.), es la 23.ª temporada de la Primera División de Macedonia. La temporada comenzó el 2 de agosto de 2014 y terminará en mayo de 2015. Vardar conquistó su noveno título de liga

## Sistema de campeonato
Los 10 equipos participantes jugarán entre sí todos contra todos tres veces totalizando 27 partidos cada uno. Al término, los seis primeros clasificados pasaron a jugar en el Grupo Campeonato, mientras que los otros cuatro pasaron a jugar en el Grupo Descenso. Los puntos obtenidos en esta fase regular serán transferidos a la segunda fase, ya sea al Grupo Campeonato o al Grupo Descenso.

## Datos de los clubes
| Club       | Ciudad    | Estadio                | Capacidad |
| ---------- | --------- | ---------------------- | --------- |
| Bregalnica | Štip      | Gradski stadion Štip   | 4.000     |
| Metalurg   | Skopje    | Petar Miloševski       | 1.000     |
| Pelister   | Bitola    | Stadion Tumbe Kafe     | 8.000     |
| Rabotnički | Skopje    | Philip II Arena        | 33.460    |
| Renova     | Džepčište | Gradski stadion Tetovo | 15.000    |
| Shkëndija  | Tetovo    | Gradski stadion Tetovo | 15.000    |
| Sileks     | Kratovo   | Sileks Stadion         | 1.8000    |
| Teteks     | Tetovo    | Gradski stadion Tetovo | 15.000    |
| Turnovo    | Turnovo   | Stadion Kukuš          | 1.500     |
| Vardar     | Skopje    | Filip II Arena         | 33.460    |

### Ascensos y descensos
| Pos. | Ascendidos de Segunda 2013-14 |
| ---- | ----------------------------- |
| 1    | Teteks                        |
| 2    | Sileks                        |

| Pos. | Descendido de Primera 2013-14 |
| ---- | ----------------------------- |
| 9    | Gorno Lisiče                  |
| 10   | Makedonija GP                 |
| 11   | Napredok                      |
| 12   | Gostivar                      |

## Clasificación
| Pos. | Equipo           | Pts. | PJ | G  | E  | P  | GF | GC | Dif. | Clasificación 2014–15    |
| ---- | ---------------- | ---- | -- | -- | -- | -- | -- | -- | ---- | ------------------------ |
| 1    | Vardar           | 61   | 27 | 18 | 7  | 2  | 46 | 15 | +31  | Ronda por el campeonato  |
| 2    | Rabotnichki      | 55   | 27 | 17 | 4  | 6  | 43 | 23 | +20  | Ronda por el campeonato  |
| 3    | Shkëndija        | 47   | 27 | 14 | 5  | 8  | 49 | 27 | +22  | Ronda por el campeonato  |
| 4    | Renova           | 44   | 27 | 12 | 8  | 7  | 34 | 27 | +7   | Ronda por el campeonato  |
| 5    | Sileks           | 34   | 27 | 8  | 10 | 9  | 26 | 34 | −8   | Ronda por el campeonato  |
| 6    | Metalurg         | 33   | 27 | 8  | 9  | 10 | 31 | 31 | 0    | Ronda por el campeonato  |
| 7    | Bregalnica Shtip | 30   | 27 | 7  | 9  | 11 | 22 | 28 | −6   | Ronda por la permanencia |
| 8    | Turnovo          | 30   | 27 | 7  | 9  | 11 | 21 | 30 | −9   | Ronda por la permanencia |
| 9    | Pelister         | 23   | 27 | 5  | 8  | 14 | 16 | 28 | −12  | Ronda por la permanencia |
| 10   | Teteks           | 11   | 27 | 2  | 5  | 20 | 17 | 62 | −45  | Ronda por la permanencia |

Actualizado a los partidos jugados el 28 de abril de 2015.
 Fuente: Soccerway

### Resultados cruzados
| Local \ Visitante | BRE | MET | PEL | RAB | REN | SKE | SIL | TET | TUR | VAR |
| ----------------- | --- | --- | --- | --- | --- | --- | --- | --- | --- | --- |
| Bregalnica Shtip  | —   | 0–1 | 0–0 | 1–2 | 2–0 | 1–3 | 1–1 | 4–1 | 1–1 | 1–2 |
| Metalurg          | 3–0 | —   | 0–0 | 1–2 | 3–0 | 1–1 | 1–1 | 0–2 | 2–0 | 1–4 |
| Pelister          | 0–1 | 0–1 | —   | 1–0 | 0–1 | 0–0 | 0–1 | 3–0 | 0–0 | 0–1 |
| Rabotnichki       | 4–0 | 0–3 | 1–0 | —   | 3–0 | 3–2 | 0–0 | 3–1 | 1–0 | 0–2 |
| Renova            | 2–1 | 3–1 | 0–2 | 2–1 | —   | 1–0 | 2–2 | 0–0 | 2–3 | 3–0 |
| Shkëndija         | 2–1 | 2–1 | 5–0 | 1–3 | 1–1 | —   | 3–0 | 5–0 | 5–2 | 1–2 |
| Sileks            | 1–1 | 2–1 | 1–1 | 0–2 | 1–0 | 0–1 | —   | 3–1 | 2–0 | 0–3 |
| Teteks            | 0–1 | 0–1 | 1–1 | 1–5 | 0–4 | 1–2 | 1–3 | —   | 0–3 | 2–2 |
| Turnovo           | 2–1 | 1–0 | 0–1 | 0–1 | 0–0 | 0–1 | 1–1 | 2–0 | —   | 0–0 |
| Vardar            | 1–0 | 3–1 | 1–0 | 0–0 | 1–1 | 3–0 | 2–0 | 5–0 | 0–0 | —   |

| Local \ Visitante | BRE | MET | PEL | RAB | REN | SKE | SIL | TET | TUR | VAR |
| ----------------- | --- | --- | --- | --- | --- | --- | --- | --- | --- | --- |
| Bregalnica Shtip  | —   | —   | 1–0 | —   | —   | 0–0 | 2–0 | —   | —   | 0–0 |
| Metalurg          | 0–0 | —   | 3–1 | —   | —   | —   | —   | 0–0 | 0–0 | —   |
| Pelister          | —   | —   | —   | 1–3 | 1–1 | —   | —   | 3–1 | 0–1 | —   |
| Rabotnichki       | 0–0 | 2–2 | —   | —   | —   | 1–0 | 2–0 | —   | 2–0 | —   |
| Renova            | 2–1 | 2–0 | —   | 2–0 | —   | —   | 1–1 | —   | 1–1 | —   |
| Shkëndija         | —   | 2–2 | 2–0 | —   | 0–1 | —   | —   | 0–1 | —   | 3–2 |
| Sileks            | —   | 1–1 | 1–0 | —   | —   | 0–1 | —   | 3–1 | —   | 0–2 |
| Teteks            | 0–0 | —   | —   | 1–2 | 1–2 | —   | —   | —   | 1–3 | —   |
| Turnovo           | 0–1 | —   | —   | —   | —   | 0–4 | 1–1 | —   | —   | 0–2 |
| Vardar            | —   | 2–1 | 1–1 | 2–0 | 1–0 | —   | —   | 2–0 | —   | —   |

## Ronda por el campeonato
| Pos. | Equipo      | Pts. | PJ | G  | E  | P  | GF | GC | Dif. | Clasificación 2015–16                 |
| ---- | ----------- | ---- | -- | -- | -- | -- | -- | -- | ---- | ------------------------------------- |
| 1    | Vardar (C)  | 69   | 32 | 20 | 9  | 3  | 56 | 21 | +35  | Segunda ronda de la Liga de Campeones |
| 2    | Rabotnichki | 66   | 32 | 20 | 6  | 6  | 55 | 30 | +25  | Primera ronda de la Liga Europea      |
| 3    | Shkëndija   | 59   | 32 | 18 | 5  | 9  | 58 | 31 | +27  | Primera ronda de la Liga Europea      |
| 4    | Renova      | 48   | 32 | 13 | 9  | 10 | 41 | 39 | +2   | Primera ronda de la Liga Europea      |
| 5    | Sileks      | 41   | 32 | 10 | 11 | 11 | 33 | 42 | −9   |                                       |
| 6    | Metalurg    | 33   | 32 | 8  | 9  | 15 | 34 | 42 | −8   |                                       |

Actualizado a los partidos jugados el 24 de mayo de 2015.
 Fuente: Soccerway
Notas:
1. ↑  Tras ganar la Copa de Macedonia, el Rabotnichki obtuvo un cupo para la primera ronda de la Liga Europea 2015-16, pero al ya encontrarse clasificado a la misma por su posición de liga, el cupo pasa al cuarto clasificado.

### Resultados cruzados
| Local \ Visitante | MET | RAB | REN | SIL | SKE | VAR |
| ----------------- | --- | --- | --- | --- | --- | --- |
| Metalurg          | —   | —   | 1–2 | 1–3 | —   | —   |
| Rabotnichki       | 2–0 | —   | —   | 3–1 | 2–1 | —   |
| Renova            | —   | 3–3 | —   | 0–1 | —   | —   |
| Sileks            | —   | —   | —   | —   | 0–2 | 2–2 |
| Shkëndija         | 2–1 | —   | 3–1 | —   | —   | 1–0 |
| Vardar            | 2–0 | 2–2 | 4–1 | —   | —   | —   |

## Ronda por la permanencia
| Pos. | Equipo           | Pts. | PJ | G  | E | P  | GF | GC | Dif. | Clasificación 2015–16                          |
| ---- | ---------------- | ---- | -- | -- | - | -- | -- | -- | ---- | ---------------------------------------------- |
| 1    | Bregalnica Shtip | 48   | 33 | 13 | 9 | 11 | 33 | 29 | +4   |                                                |
| 2    | Turnovo (O)      | 36   | 33 | 9  | 9 | 15 | 26 | 37 | −11  | Promoción por la permanencia                   |
| 3    | Pelister         | 30   | 33 | 7  | 9 | 17 | 21 | 35 | −14  | Descenso a Segunda Liga de Macedonia del Norte |
| 4    | Teteks           | 15   | 33 | 3  | 6 | 24 | 22 | 73 | −51  | Descenso a Segunda Liga de Macedonia del Norte |

Actualizado a los partidos jugados el 27 de mayo de 2015.
 Fuente: Soccerway

### Resultados cruzados
| Local \ Visitante | BRE | PEL | TET | TUR |
| ----------------- | --- | --- | --- | --- |
| Bregalnica Shtip  | —   | 2–0 | 1–0 | 2–1 |
| Pelister          | 0–1 | —   | 2–2 | 0–2 |
| Teteks            | 0–4 | 0–2 | —   | 3–0 |
| Turnovo           | 0–1 | 0–1 | 2–0 | —   |

## Promoción por la permanencia
Fue disputado en partidos de ida y vuelta entre el 8.ª Clasificado de la Tabla Acumulada y el Tercero de la Segunda Liga de Macedonia 2014-15.
| Equipo 1 | Agr. | Equipo 2 | Ida | Vuelta |
| -------- | ---- | -------- | --- | ------ |
| Turnovo  | 3–1  | Gostivar | 1–1 | 2–0    |

## Máximos Goleadores
Detalle con los máximos goleadores de la Primera División de Macedonia, de acuerdo con los datos oficiales de la Federación de Fútbol de Macedonia.
| Pos. | Jugador                | Club        | Goles |
| ---- | ---------------------- | ----------- | ----- |
| 1    | Izair Emini            | Renova      | 20    |
| 2    | Bojan Vručina          | Shkendija   | 18    |
| 3    | Marjan Altiparmakovski | Rabotnichki | 15    |
| 4    | Hristijan Kirovski     | Shkendija   | 14    |
| 5    | Filip Ivanovski        | Vardar      | 11    |
| 6    | Marjan Radeski         | Metalurg    | 10    |
| 7    | Aco Stojkov            | Rabotnichki | 9     |
| 8    | Dejan Blazhevski       | Vardar      | 8     |
| 8    | Blazhe Ilijoski        | Rabotnichki | 8     |